# Túrán

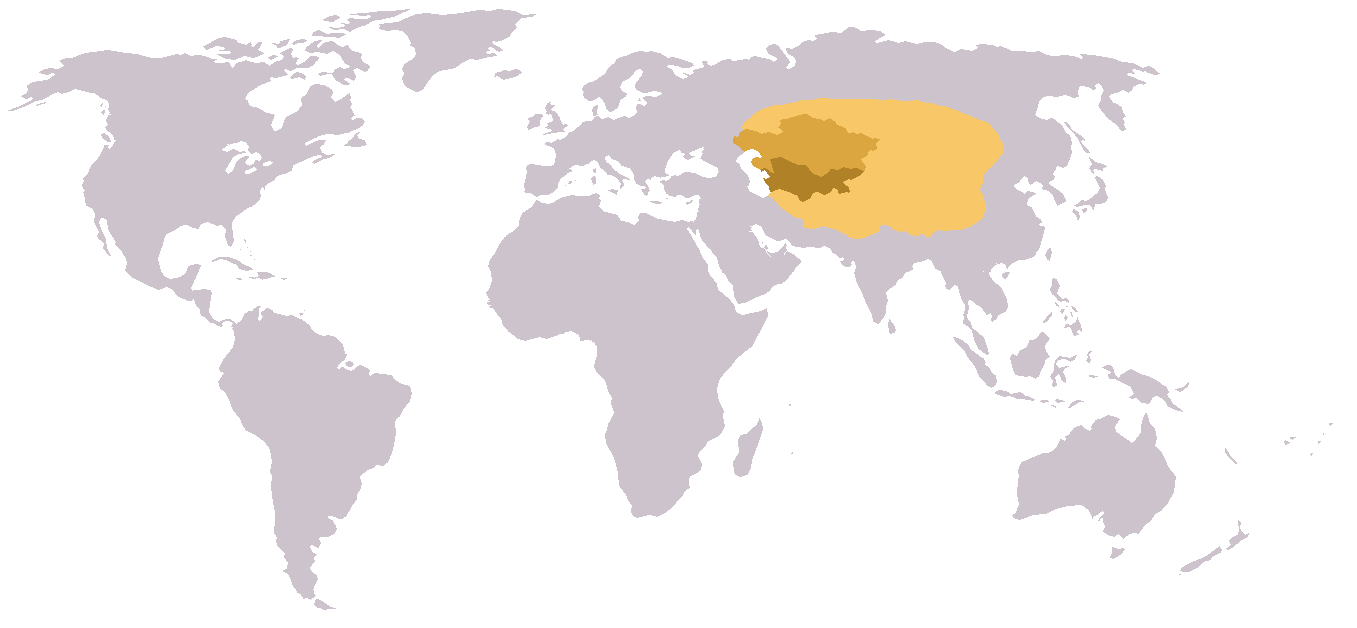
Túrán na mapě světa

Túrán (též Turán, Turan, persky توران‎) je perský název pro střední Asii, doslova znamená „Túrova země“. Obyvatelé Túránu byly íránské kmeny avestského období. Íránská mytologie popisuje Túránce jako samostatnou větev íránského národa, sídlící v Túránu a svářící se s Íránci.
Podle eposu Šáhnáme (z počátku 11. století, cca o patnáct století mladší než Avesta) byly kočovné kmeny osídlující střední Asii poddanými legendárního Túra, syna Ferejdúna (jeho další syn Íradž byl mytickým vládcem Íránců). Spojení Túránců s Turky vzniklo až po poturčení střední Asie, které se částečně projevilo až v této době. V Šáhnáme je Túr považován za Turka, přestože Túránci ze Šáhnáme a staří Turci byly zcela odlišné národy.
Od počátku 20. století byl pojem Túrán používán na Západě jako všeobecné označení pro střední (či centrální) Asii. Z této doby pochází geografický termín Turanská nížina.
V 19. století a na počátku 20. století evropští učenci (zejména v Německu, Maďarsku a na Slovensku) považovali za túránské národy hovořící neindoevropskými, nesemitskými a nehamitskými jazyky, zejména mluvčí altajské, uralské, drávidské a japonské jazykové rodiny.

## Túránská rasa, jazyky a náboženství

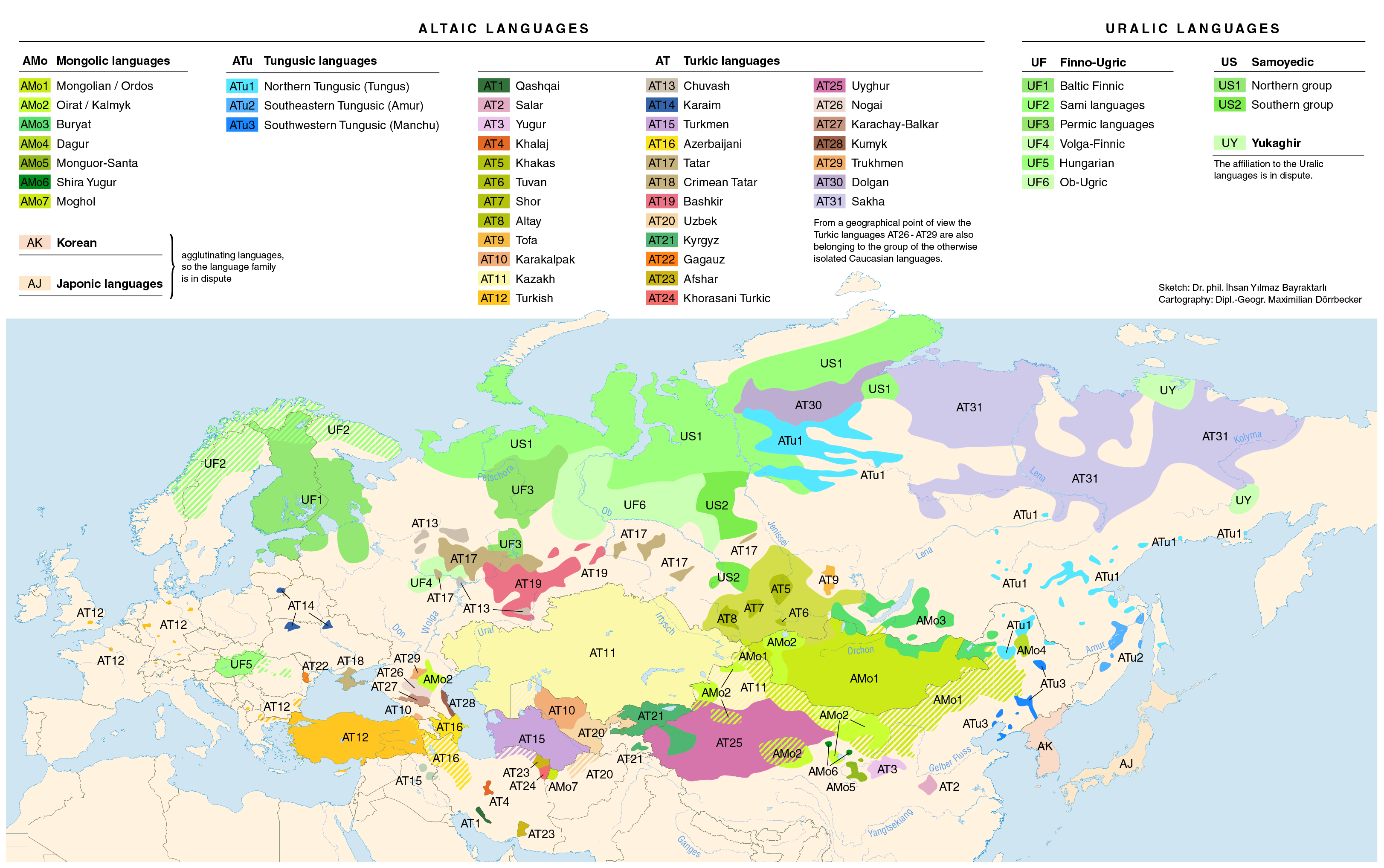
Altajské a uralské jazyky

V 19. století se výraz túránský dostal do západních jazyků, především skrze dílo významného lingvisty Maxe Müllera, a to v souvislosti s klasifikací ras, náboženství a jazyků. Z hlediska jazykové klasifikace se objevila dvě pojetí túránských jazyků. V prvním, užším, pojetí se v zásadě jednalo o totožnou jazykovou skupinu, která je zpravidla označována jako uralo-altajská a zahrnuje například finštinu a maďarštinu (uralské jazyky) a jazyky mongolské, turkické a tunguzské (altajské jazyky). V širším pojetí, které se objevilo v Müllerově textu The Languages of the Seat of War in the East z roku 1855, jsou pak mezi túránské řazeny i různé jazyky jižní Asie, jako například tibetština, thajština, malajština, drávidské a mundské jazyky. Příbuzenství mezi těmito jazyky bylo postulováno především na základě jejich aglutinačního charakteru. Müller si byl vědom, že postulace takové jazykové rodiny může být chápána jako založená na pouhé morfologické podobnosti, ale přesto trval na tom, že tyto jazyky vychází z jediného zdroje a jsou tak geneticky příbuzné.
V užším pojetí se túránské jazyky objevují například v encyklopedii The American Cyclopædia z roku 1879, kde se mluví o túránských (Turanian) jazycích a rase, a uvádí také synonyma mongolský (Mongolian), uralo-altajský (Uralo-Altaic), skytský (Scythian) a tatarský (Tartaric). Uvádí také, že někteří badatelé s těmito jazyky spojují i jazyky drávidské, malajské, polynéské a severoamerické, ale takto široce pojatou klasifikaci považují autoři hesla za pseudovědeckou. Taktéž, bez hodnocení, zmiňují hypotézu Françoise Lenormanta, podle které starověká „akkadština“ náležela k túránským jazykům. Jako typické znaky túránských jazyků uvádí jejich aglutinační charakter, chybějící rod a množství pádů.
Max Müller hovořil také o túránské rase, v jeho pojetí je však „rasa“ definována spíše sdíleným jazykem než biologickým vlastnostmi. Túráci podle jeho názoru představují jednu ze tří hlavních euroasijských ras, vedle Árijců a Semitů. Aglutinační charakter túránských jazyků měl úzce souvisí s kočovnou povahou jejich mluvčích, a Müller je identifikoval jako tradiční nepřátele Árijců, kteří se podle jeho názoru tradičně živili usedlým zemědělstvím.
Max Müller dále spojil Túránce se zvláštní skupinou náboženství. Ve své sbírce přednášek z roku 1873 Introduction To The Science Of Religion „Úvod do vědy o náboženství“ klasifikuje stejným způsobem jako rasy euroasijská náboženství na tři skupiny, semitská, árijská a túránská, přičemž v tomto případě k túránským náboženstvím řadí i náboženství čínská. Buddhismus chápe jako náboženství původ árijské, ale později výrazně ovlivněné túránským myšlením na území kde se stal dominantní vírou. Čínské lidové náboženství je podle Müllerova názoru stejně „bezbarvé a nepoetické“ jako čínský jazyk a monosylabickému charakteru čínštiny odpovídá jeho polyteistický kult mnoha božstev a duchů, které „nedrží pohromadě žádný vyšší princip“.
Historik Stefan Arvidsson spojuje Müllerův koncept Túránců jako jedné ze tří hlavních euroasijských ras s biblickou klasifikací národů, kde je lidstvo rozděleno na Semity, Jefetity a Chámity. Jefetité byli zpravidla ztotožňováni s evropskými národy, ale na konci 18. století u anglických učenců Jacoba Bryanta a Williama Jonese zhruba odpovídají „Túráncům“. Podle Bryanta se tak k Jefetitům řadí „Tataři“, u Jonese navíc i Slované. Religionistka Tomoko Masuzawa uvádí, že celý túránský koncept byl od začátku provázen kontroverzemi a mnohými badateli odmítán, a to nejen pro nejasný vztah mezi túránskými jazyky a čínštinou.